# 錘頭果蝠
錘頭果蝠（学名：Hypsignathus monstrosus），是哺乳綱翼手目狐蝠科錘頭果蝠屬下的單屬種。而與錘頭果蝠屬（錘頭果蝠）同科的動物尚有偏齒果蝠屬、無尾果蝠屬（無尾果蝠）、多尖齒果蝠屬（懷氏多尖齒果蝠）、簡果蝠屬（簡果蝠）等之數種哺乳動物。它广泛分布在非洲赤道地区。这种体形比较大的蝙蝠生活在河流边缘的森林、红树林、沼泽和低于1800米的棕榈林中。

## 分类学
錘頭果蝠属于狐蝠科，狐蝠科分两个亚科，其中长舌果蝠亚科有六个属，狐蝠亚科含36个属，包括錘頭果蝠屬。
至今为止没有发现任何錘頭果蝠屬的化石，最早的狐蝠科的化石是在意大利发现的，它源于渐新世。

## 外形
錘頭果蝠是非洲最大的蝙蝠，其翼幅在686至970毫米间。雄兽比雌兽大得多，雄兽平均重377克，雌兽平均仅275克。
錘頭果蝠的皮毛为棕色，从肩膀到肩膀有一条白色的条纹。皮翼也是棕色的，耳朵是深棕色的，在耳朵的根部有一簇白毛。面部深棕色，嘴边有几根长的、坚硬的须。
錘頭果蝠的前磨牙和磨牙分瓣，这在非洲的果蝠中是独一无二的。
錘頭果蝠的两性异形性非常高。雄兽的头很大，而且能够通过比较大的嘴、喉和唇组成的共振体发出很响的叫声。雄兽比雌兽大三倍。雄兽还有没有毛的、光滑的下巴和有皱纹的嘴，而雌兽则更像其它果蝠像狐狸。

## 生态和行为
錘頭果蝠是食果动物，其最主要的食物是无花果，但是它们也吃芒果、香蕉和番石榴。食果有一定的缺陷，会导致一定的蛋白质不足，因此有人认为錘頭果蝠所以较食虫的蝙蝠的消化道长。由此它们可以提高其对蛋白质的吸收能力。此外錘頭果蝠的消化速度比较高，食欲也比较大，这样能够吸收更多的蛋白质。通过吃非常不同的、含不同蛋白质的果实錘頭果蝠也可以补充其蛋白质的需求。
一般錘頭果蝠将果子摘下来、带到附近的树上去吃。它们将果汁挤出咽下，而果肉则被吐出。因为錘頭果蝠不吃果肉，因此它们一般不被看作是好的种子传播者。雄兽的觅食范围比较广来寻找高质量的食物（可达10千米）。雌兽则依靠它们熟悉的觅食路线，由此获得比较平衡的、低质量的食物。这可能是两性之间新陈代谢不同、身体大小差异的原因。
大蝙蝠在飞行中往往面临体温过高的问题。这似乎是蝙蝠是夜间行动的动物的主要原因，因为夜间环境温度比较低。观察证明錘頭果蝠比其它蝙蝠比较俄能够忍耐高的环境温度。但是在温度低于11 °C时它们会丧失飞行协调的能力。其原因可能是因为它们的飞翼的面积比较大，在低温情况下飞翼丧失的热量特别高，使得它们丧失飞行协调能力。
錘頭果蝠是夜间行动的动物，白天栖息在树冠上。它们使用掩护色来逃避天敌。栖息时它们没有特殊喜好的树木，不过有时它们会在同一颗树上待相当长的时间。栖息地一般离地面20至30米。
錘頭果蝠的天敌有人和夜间活动或者晨昏活动的猎禽。不过对于錘頭果蝠来说最大的威胁却是寄生虫。成年的錘頭果蝠往往被螨和寄生。

## 繁殖和寿命
对于錘頭果蝠的繁殖人们所知很少。一些群可能是在每年干季里繁殖。随地点不同干季的时间不同，但是一般来说每年可以繁殖两次，一次从六月到八月，一次从十二月到一月。但是也有些群的繁殖期不限于干季，而是在一年所有月份里都发生。
錘頭果蝠是一种典型的使用求偶场交配的动物。雄兽聚集在求偶场。在一些群里雄兽在晚上聚集在河边，快速拍打翅膀，并发出响的叫声。有些求偶场里会聚集25至132只雄兽。雌兽飞过求偶场来寻求雄兽。假如雌兽找到雄兽后它会在该雄兽边上停下来。此后雄兽发出兹兹声，然后它们交配。
但是也有些錘頭果蝠群不采用求偶场。这些錘頭果蝠的雄兽虽然也拍打翅膀和叫喊，但是不聚群。
錘頭果蝠是非常多配偶的动物。一些估计一个群中6%的雄兽进行97%的交配。
雌兽一般每次产一仔。关于怀孕期和哺乳期没有任何报道。雌兽比雄兽成熟得快得多，一般在六个月后就性成熟了。它们此后继续成长，在九个月后达到成兽的大小。雄兽要到18个月后才性成熟，一般它们要到12个月后才获得它们的面部特征。
錘頭果蝠的寿命相当长，野生它们可以活到30岁。

## 保护
錘頭果蝠不受保护。由于它分布广，而且其栖息地不受威胁，2004年世界自然保護聯盟将它列为無危物種。

## 与人的关系
由于錘頭果蝠吃果子，因此它对果园有危害。也有人称观察到它攻击鸡，但是这个观察没有证实。人猎取錘頭果蝠作为食物。

## 外部連結
- "Hunting for Ebola among the bats of the Congo" （页面存档备份，存于）, a four-minute video from Science Magazine
- Audio recording of a few males honking in the early evening at their lek （页面存档备份，存于）